# Marco Pugliese
Marco Pugliese (Avellino, 20 ottobre 1971) è un politico e dirigente sportivo italiano.

## Biografia
Nato ad Avellino, vive a Frigento; è il quinto di sei figli, con Antonietta, Luca, Massimo, Salvatore.
Si è laureato in Scienze Politiche Internazionali nel marzo 1996 presso l'Università degli Studi di Salerno.
Lavora come consulente nelle aziende di famiglia (Gruppo Pufin Power), operanti nel settore delle energie rinnovabili.
Ha ricoperto per due volte la carica di Presidente dell'Avellino, nelle stagioni calcistiche 2000-2001 e 2004-2005.

### Attività politica
Inizia la sua attività politica a 24 anni, quando viene eletto come consigliere comunale con delega alle Attività Produttive al suo comune di residenza, Frigento, per due legislature.
Nel 1997 consegue un Master presso l'ente Provincia e l'Unione degli Industriali di Avellino in ”Istituzioni ed Imprese nella prospettiva dello sviluppo endogeno e dell'Internazionalizzazione”.
Dal 1999 al 2004 è stato membro della Commissione diplomatica della Regione Campania per i Rapporti con i Paesi del Mediterraneo.

#### Elezione a deputato
Alle elezioni politiche del 2008 viene eletto alla Camera dei Deputati, nelle liste del Popolo della Libertà nella circoscrizione Campania 2.
Alla Camera ha fatto parte della VI Commissione Finanze. È stato inoltre componente della squadra della Nazionale di Calcio Parlamentare
Nel 2009 è socio fondatore del Centro Studi Euroirpinia, nonché vice presidente dell'ente di promozione sportiva M.I.VA.S.S. (Movimento Italiano dei Valori Sportivi e Sociali).
Nel 2011 è autore del libro ”La Repubblica Sociale italiana ultimo attentato all'Unità d'Italia”, con prefazione dell'allora Ministro alla Cultura Sandro Bondi.
Nel 2011 abbandona Il Popolo della Libertà ed aderisce a Grande Sud di Gianfranco Micciché.
Alle elezioni politiche del 2013 è ricandidato alla Camera, come capolista di Grande Sud-MpA in Campania 2, ma non viene rieletto in quanto la lista non supera la soglia di sbarramento nazionale.
Terminato il mandato parlamentare, a luglio del 2013 abbandona Grande Sud e fonda con Evangelista Campagnuolo il movimento politico-culturale Noi Cittadini per il Sud.
Nel 2016 aderisce alla Lega, divenendone in seguito Coordinatore provinciale ad Avellino.
Alle elezioni politiche del 2018 è candidato alla Camera dei Deputati, nella circoscrizione Campania 2, come capolista della Lega nel collegio plurinominale di Avellino-Benevento, ma non viene eletto in quanto il seggio viene assegnato al collegio plurinominale di Salerno (dove viene eletto Gianluca Cantalamessa).
In seguito alla mancata elezione alla Camera abbandona la Lega e passa in Forza Italia.